# Kiten
Kiten — программа, помогающая изучить японский язык. Входит в пакет образовательных программ KDE Education Project. Распространяется согласно GNU General Public License.
Kiten это японо-английский и англо-японский словарь. Кроме того, Kiten помогает изучить кандзи.